# Krummer See (Grünz)
Der Krumme See ist ein See bei Grünz im Landkreis Vorpommern-Greifswald in Mecklenburg-Vorpommern.
Das etwa 0,3 Hektar große Gewässer befindet sich im Gemeindegebiet von Penkun, 800 Meter südlich vom Ortszentrum in Grünz entfernt. Der See hat keine natürlichen Zu- oder Abflüsse. Die maximale Ausdehnung des Krummen Sees beträgt etwa 100 mal 30 Meter.